# قلعه برویک
قلعه برویک (انگلیسی: Berwick Castle) قلعه‌ای ویرانه در برویک-آپون-توئید انگلستان است. این قلعه را دیوید یکم اسکاتلند در قرن دوازدهم بنا کرد. در ‎۱۲۹۶–۸ پادشاه انگلستان ادوارد یکم آن را بازسازی کرد و اندکی بعد باز به مالکیت اسکاتلند درآمد. این قلعه و شهر مجاورش در دوران جنگ‌های استقلال اسکاتلند چندین بار دست‌به‌دست شدند.  ادوارد یکم در زمان حمله به اسکاتلند از آن به عنوان مقرش استفاده کرد. ریچارد یکم انگلستان آن را تصرف کرد و بعدها برای تأمین مالی جنگ صلیبی سوم به اسکات‌ها فروخت. در آخرین هفته اوت ۱۴۸۲ انگلیسی‌ها باز قلعه را متصرف شدند.
در قرن شانزدهم و در دوران الیزابت یکم انگلستان دیوارهای قلعه با افزودن دو برج تقویت شدند. این قلعه امروزه در اختیار سازمان میراث انگلستان است.